# Omouho
Omouho est une localité dans le Sud de la Côte d'Ivoire dans la région de l'Agnéby-Tiassa. La localité rurale d'Oumouho est administrativement rattachée au département d'Agboville,. 